# Infinitas
Infinitas (lateinisch für «Unendlichkeit») ist eine vier Mitglieder umfassende schweizerische Melodic-Metal-Band aus Muotathal, deren Mitglieder mittlerweile alle in Muotathal wohnen (bis auf Savannah Childers). Das Genre der Band wird oft auch dem Folk-Metal und Melodic-Death-Metal zugeordnet. Die Texte der Band orientieren sich an Dämonen und deren Charakterzügen. Der Bandname Infinitas symbolisiert «unendliche Möglichkeiten im Leben» und dass man diese nutzen soll.

## Geschichte

### Gründung und 1. Show (2009–2012)
Gegründet wurde die Band 2009 von Piri Betschart und Selv Martone als Studio-Projekt. Ursprünglich wollten sie ein 2-Mann-Studio-Projekt starten. Kurze Zeit später formten sie eine Band aus dem Projekt; Pauli Betschart (Bass), Isa Sigrist (Gesang) und Joëlle Sigrist (Violine) komplettierten die Band. Am 3. Dezember 2011 spielte Infinitas das erste Mal Live in Brunnen (Schweiz) im ausverkauften alten Kino vor knapp 300 Personen. 
Weitere Konzerte folgten, und zu dieser Zeit spielte Infinitas oft unplugged mit akustischen Instrumenten (akustische Gitarre, Klarinette, Djembe, Cajon). Ein Jahr später entschied sich Isa Sigrist, die Band zu verlassen.

### 1. EPSelf-Destruction(2013–2015)
2013 wurden bereits Shows mit der Nachfolgerin Andrea Böll (Gesang) gespielt, und man arbeitete an der ersten EP Self-Destruction, die 2015 erschien. Die EP-Taufe war ein akustisches Konzert und ausverkauft.

### Civitas Interitusund Chart-Einstieg mitSkylla(2016–2018)
Im 2016 verliess Joëlle Sigrist (Violine) Infinitas, und die Arbeiten am Debüt-Album Civitas Interitus starteten. Das Album ist ein Konzept-Album und erzählt die Geschichte von Adelar. Er durchlebt auf diesem Album die schlimmste Nacht seines Lebens. Seine Heimatstadt Lunatris wird von Dämonen heimgesucht, und alles wird zerstört. Er schafft es zu entkommen und flüchtet mit einem Schiff aufs Meer hinaus.
2018 folgte die Single-Auskopplung Skylla, mit der Infinitas auf Rang 19 in die Schweizer-Album-Charts (2 Wochen) einstieg. Ebenfalls schaffte es Skylla vier Wochen lang auf Platz 1 der Radio-Sunshine-Hörer-Charts.

### Infernum, MetalDays und Eluveitie-Support (2019)
Anfang 2019 kündigte  Infinitas Savannah Childers (Violine) als Session-Musikerin an. Im August wurde sie zum festen Bandmitglied. In diesem Jahr eröffnete Infinitas die Ategnatos-Album-Taufe von Eluveitie im ausverkauften Gaswerk in Winterthur. Im Sommer reiste die Band nach Slowenien und trat an den MetalDays auf. Am 6. Dezember 2019 wurde das Album Infernum veröffentlicht, auf dem Chrigel Glanzmann von Eluveitie auf dem Track Tiamat zu hören ist.

### Europa-Tour, LineUp Change und Sold-Out-Shows (2020–2022)
Im Juli trennten sich Infinitas und Andrea Böll (Gesang) nach sieben Jahren, 58 Shows (in der Schweiz, in Deutschland, Slowenien und Kroatien) und vier Releases. Die Suche nach einer Nachfolgerin dauerte ein Jahr. In der Zwischenzeit wurde die angesagte Europa-Tour mit Bucovina (Rumänien), Valhalore (Australien) und Vorna (Finnland), für die rund 30 Shows geplant waren, wegen der Pandemie um ein Jahr verschoben.
Am 1. Juli 2021 veröffentlichte Infinitas die neue Frontfrau Mary Crane. Ebenfalls hat ab diesem LineUp-Wechsel der ganze Bandauftritt ein neues Design. Wo vorher viel mit der Farbe Rot gearbeitet wurde, ist nun alles mehr in Blau gehalten.
Im Herbst 2021 spielte Infinitas die «Welcome Mary Tour» in der Schweiz. Drei Shows waren restlos ausverkauft. Ebenfalls spielte die Band am UrRock Music Festival unter anderem mit Orden Ogan.
Die verschobene Europatour 2022 (ursprünglich geplant für 2021) konnte erneut nicht durchgeführt werden und wurde definitiv abgesagt.
Im August 2022 war die Band im New Sound Studio mit Tommy Vetterli (u. a. bei Coroner, ex Kreator, ex Stephan Eicher). Zwei neue Singles wurden aufgenommen. Tommy Vetterli produzierte beide Singles. Ebenfalls am Producing beteiligt waren Jonas Wolf und Alain Ackermann (beide Eluveitie).
Im Oktober spielte Infinitas eine Support Show für Coroner im gut besuchten Gaswerk in Seewen (Schweiz).

### Erste Singles mit Mary Crane,Kratos& Xana (2023)
Im November 2022 gab die Band bekannt, dass am Mittwoch, 11. Januar 2023, der erste neue Song mit Frontfrau Mary Crane veröffentlicht wird, Kratos. 
Xana wurde am 8. März 2023 weltweit veröffentlicht.

## Trivia
Mitglieder von Infinitas sind auf den beiden Videos zu den Singles Aidus und Exile of the Gods von Eluveitie zu sehen, die bereits über 1 Million Views haben.
Schlagzeuger Piri Betschart wurde im September 2016 in der Schweizer Zeitschrift Beobachter über Metal interviewt.
Im Dezember 2018 erschien ein Bericht auf 20 Minuten über das veröffentlichte Video Rudra.

## Diskografie

### Alben
| Jahr | Titel Musiklabel                | Anmerkungen                            |
| ---- | ------------------------------- | -------------------------------------- |
| 2017 | Civitas Interitus Eigenvertrieb | Erstveröffentlichung: 5. Mai 2017      |
| 2019 | Infernum Eigenvertrieb          | Erstveröffentlichung: 6. Dezember 2019 |

### EPs
| Jahr | Titel Musiklabel               | Höchstplatzierung, Gesamtwochen, AuszeichnungChartsChartplatzierungen (Jahr, Titel, Musiklabel, Platzierungen, Wochen, Auszeichnungen, Anmerkungen) | Anmerkungen                            |
| Jahr | Titel Musiklabel               | CH | Anmerkungen                            |
| ---- | ------------------------------ | --- | -------------------------------------- |
| 2015 | Self-Destruction Eigenvertrieb | — | Erstveröffentlichung: 27. Februar 2015 |
| 2018 | Skylla Eigenvertrieb           | CH19 (2 Wo.)CH | Erstveröffentlichung: 4. Mai 2018      |

### Singles
| Jahr | Titel Album    | Anmerkungen                              |
| ---- | -------------- | ---------------------------------------- |
| 2019 | Avnas Infernum | Erstveröffentlichung: 12. September 2019 |
| 2019 | Rahu Infernum  | Erstveröffentlichung: 31. Oktober 2019   |
| 2023 | Kratos -       | Erstveröffentlichung: 11. Januar 2023    |
| 2023 | Xana -         | Erstveröffentlichung: 08. März 2023      |